# Pulau Geser
Pulau Geser är en ö i Indonesien. Den ligger i den östra delen av landet, 2 700 km öster om huvudstaden Jakarta. Arean är 0,83 kvadratkilometer.
Terrängen på Pulau Geser är mycket platt. Öns högsta punkt är 11 meter över havet. Den sträcker sig 1,1 kilometer i nord-sydlig riktning, och 1,0 kilometer i öst-västlig riktning.